# Joachim von Brandenstein (Jurist)
Joachim Werner Matthias Adalbert Berthold Freiherr von Brandenstein (* 26. Januar 1864 in Hohenstein; † 13. September 1941 in Niendorf) war ein deutscher Jurist, Verwaltungsbeamter, Gutsbesitzer und Politiker (DNVP).

## Herkunft und Familie
Joachim von Brandenstein war Sohn des Gutsherrn (Hans Georg Joachim) Werner Freiherr von Brandenstein (* 6. März 1826 in Galenbeck; † 22. Januar 1906 in Niendorf) und dessen Ehefrau Minka (Auguste Caroline Henriette), geb. von Arnim (* 26. September 1840 in Neuensund [Uckerm.]; † 25. Juni 1919 in Niendorf). Sein jüngerer Bruder war der spätere Generalleutnant Otto von Brandenstein (1865–1945). Ein weiterer seiner Brüder war Rudolf Freiherr von Brandenstein (1871–1957). Die Brüder wurden auf dem väterlichen Gut Hohenstein bei Friedland geboren.

## Leben und Beruf
Nach dem Abitur am Gymnasium in Anklam diente von Brandenstein zunächst als Einjährig-Freiwilliger in Colmar (zuletzt Oberleutnant der Reserve) und absolvierte dann ein Studium der Rechtswissenschaft und Nationalökonomie an den Universitäten in Straßburg und Berlin. Im Anschluss trat er als Gerichts- und Regierungsreferendar in den preußischen Staatsdienst ein. Nachdem er das zweite juristische Staatsexamen bestanden hatte, wirkte er zunächst als Regierungsassessor beim Landratsamt in Arnswalde.
Von Brandenstein arbeitete nach seinem Wechsel in den Mecklenburg-Schwerinschen Staatsdienst in der Dominalverwaltung des Amtes Wittenburg und war von 1900 bis 1906 im Staatsministerium des Großherzogtums Mecklenburg-Schwerin tätig, zuletzt als Ministerialrat im Innenministerium. Seit 1906 bewirtschaftete er ein Gut in Niendorf. Während des Kapp-Putsches wurden auf dem Gut kommunistische Landarbeiter ermordet, woran eine Gedenktafel am Gutshaus erinnert. Außerdem betätigte er sich im landwirtschaftlichen Genossenschaftswesen. Niendorf galt als Allodialgut und war zugleich ein Familienfideikommiss, hatte 1928 einen Umfang von 244 ha. Das Gut war ein reiner landwirtschaftlicher Betrieb. Joachim Freiherr von Brandenstein starb in Niendorf am 13. September 1941.

## Politik
Von Brandenstein war von 1905 bis 1914 stellvertretender Bevollmächtigter und von 1914 bis 1918 Bevollmächtigter für das Großherzogtum Mecklenburg-Schwerin zum Bundesrat. Gleichzeitig fungierte er im Rang eines Großherzoglich Mecklenburg-Schwerinschen und Großherzoglich Mecklenburg-Strelitzischen Geheimen Legationsrates als Gesandter und bevollmächtigter Minister für beide Teile Mecklenburgs am preußischen Hofe in Berlin.
Nach der Novemberrevolution wurde von Brandenstein Vorsitzender des Landbundes in Mecklenburg und trat in die Deutschnationale Volkspartei (DNVP) ein. Von Brandenstein unterstützte aktiv den Kapp-Putsch vom März 1920 und war verantwortlich für in dem Zusammenhang erfolgte Morde (s. o.); zu einer Anklage ist es jedoch nicht gekommen. Am 18. März 1924 wurde er vom Mecklenburg-Schwerinschen Landtag zum Ministerpräsidenten des Freistaates Mecklenburg-Schwerin gewählt. Gleichzeitig übernahm er die Ämter als Staatsminister für Äußeres und Inneres. Am 21. April 1926 trat er mit dem gesamten Staatsministerium zurück, nachdem ihm der Landtag zuvor das Vertrauen entzogen hatte. Von 1926 bis 1927 war von Brandenstein selbst auch Landtagsabgeordneter.

## Ehrungen
- Großkreuz mit der Krone in Erz des Hausordens der Wendischen Krone
- Mecklenburg-Schwerinsches Militärverdienstkreuz am roten Bande[3]

## Familie
Er heiratete am 20. Juni 1900 Carola von Flotow-Walow (* 22. Juli 1878; † n. n.). Das Ehepaar hatte drei Töchter und vier Söhne.